# ケイション・ブーテ
ケイション・ブーテ（Kayshon Boutte, 2002年5月7日 - ）は、アメリカ合衆国ルイジアナ州ニューアイビーリア出身のプロアメリカンフットボール選手。NFLのニューイングランド・ペイトリオッツに所属している。ポジションはワイドレシーバー。

## 経歴

### カレッジ
ルイジアナ州立大学（LSU）では1年目の2020年シーズン、エースのジャマール・チェイスが試合に出場しなかったこともあり出場機会を得た。このシーズンのミシシッピ大学戦ではSEC記録となる308レシーブ獲得ヤードを記録した。
2022年シーズンは538レシーブ獲得ヤード、2つのレシービングTDを記録した。シーズン終了後、大学に残留することを発表したが、後にこれを撤回し、2023年のNFLドラフトにアーリーエントリーした。

### ニューイングランド・ペイトリオッツ
| 5 ft 11+1⁄4 in (181 cm) | 195 lb (88 kg) | 31+3⁄8 in (80 cm) | 9+1⁄2 in (24 cm) | 4.50 s | 1.58 s | 2.60 s | 4.25 s | 7.14 s | 29.0 in (74 cm) | 9 ft 10 in (3.00 m) |
| Sources:                |                |                   |                  |        |        |        |        |        |                 |                     |

ドラフト全体187位でニューイングランド・ペイトリオッツから指名され、その後ルーキー契約を結んだ。